# Gustav Sauf
Gustav Sauf (* 18. März 1888 in Großlindenau (Kreis Königsberg); † 1. August 1932 in Königsberg (Preußen)) war ein deutscher Gewerkschafter und Politiker (KPD).
Sauf arbeitete seit 1909 im Eisenbahndienst und wurde 1920 Eisenbahnbeamter als Rangierführer. 1921 schied er aus dem Dienst aus und wurde Sekretär des Deutschen Eisenbahnerverbandes in Königsberg.
Politisch gehörte er der KPD an. Für diese und den Kreis Königsberg-Stadt war er 1925 bis 1929 Mitglied im Provinziallandtag der Provinz Ostpreußen. 1927 bis 1929 war er auch Mitglied des Provinzialausschusses. Vom 26. Januar 1928 bis Januar 1930 gehörte er als Nachfolger von Friedrich Seemann dem Preußischen Staatsrat an. Davor war er von Februar 1926 bis 26. Januar 1928 stellvertretendes Mitglied gewesen.
Unmittelbar nach dem erdrutschartigen Erfolg der NSDAP in der Reichstagswahl vom 31. Juli 1932 begann die ostpreußische SA in der Nacht zum 1. August 1932 mit einer Serie von Terroranschlägen, um Hitler von seinem Legalitätskurs abzubringen. Sauf fiel einem Bombenattentat zum Opfer und starb. Die Königsberger Volkszeitung berichtete, dass 15.000 Menschen an der Beerdigung teilnahmen.